# Educación General Básica
La Educación General Básica (EGB) es el nombre que recibe el ciclo de estudios primarios obligatorios en varios países (Chile, Costa Rica y Ecuador). En algunos, como España y Argentina, se trata de un sistema educativo antiguo que ya ha sido sustituido por otros.

## Chile
La Educación General Básica (EGB) corresponde al ciclo inicial de estudios escolares desde 1965. La Ley General de Educación chilena (Ley N.º20.370 o LGE), es la que ha establecido el marco normativo en la educación general básica y media del país. En 1920 la legislación chilena había establecido la obligatoriedad de cursar 4 años de escolaridad mínima, siendo aumentado a 6 años en 1929. Finalmente, en 1965 se establece la obligatoriedad del nivel básico, cuya duración actual es de 8 años divididos en 2 ciclos y 8 grados (de 6 a 14 años de edad ideal)
- Ciclo I: 1.º, 2.º, 3.º y 4.º año o grado de escolarización.
- Ciclo II: 5.º, 6.º, 7.º y 8.º año o grado de escolarización.

Finalizados los estudios en la EGB, el estudiante puede ingresar a la educación media (cuya duración total es de 4 años, con 2 ciclos de 2 años cada uno), optando por una de las dos modalidades: Técnico-Profesional (EMTP) y Científico-Humanista (EMHC). Ambas modalidades habilitan para el ingreso a la educación superior (previa aprobación de procesos de selección universitaria).

## Costa Rica
La Educación General Básica (EGB) es el ciclo de estudios obligatorio de 9 años dividido en 3 ciclos:
- EGB I: 1.º, 2.º y 3.º año de escolarización.
- EGB II: 4.º, 5.º y 6.º año de escolarización.
- EGB III: 7.º, 8.º y 9.º año de escolarización.

En la clasificación de los sistemas educativos elaborada por la UNESCO, el primero y segundo ciclo corresponde al nivel primario (CINE 1), el tercer ciclo, a la secundaria inferior (CINE 2). Los tres ciclos son obligatorios.
Existen diversas modalidades en las que se pueden cursar los diferentes ciclos obligatorios de la educación general básica: en primer lugar, la modalidad tradicional o red de escuelas diurnas; en segundo lugar, los centros de educación especial (CEE), destinado a estudiantes que requieren apoyos específicos en su aprendizaje; y finalmente, el programa de nivelación escolar "Aula Edad", destinado a aquellos estudiantes que por repitencia o deserción superan la edad para cursar en el aula regular, otorgándoles una nueva oportunidad de promoción o inserción al sistema educativo. Además, se pueden mencionar las instituciones unidocentes, que son centros situados en zonas de baja población estudiantil y son asistidos por un solo docente.
Por otro lado, a través de los "Institutos Profesionales de Educación Comunitaria (IPEC), el "Centro Integrado de Educación de Adultos" (CINDEA) y el "Programa Primaria y Secundaria por Suficiencia", los estudiantes tienen la posibilidad de prepararse de forma autónoma y validar los aprendizajes de de los niveles primario y secundaria. También, los colegios a distancia y el "Programa Nuevas Oportunidades" facilitan  y permiten certificar los conocimientos del tercer ciclo de la educación general básica.
Luego de la EGB continúa la Educación Diversificada que puede ser Académica (dos años de duración) o Técnica (tres años de duración).

## Ecuador
La educación general básica de Ecuador consiste en diez años de atención obligatoria en los que se busca consolidar, expandir y profundizar las capacidades y competencias adquiridas en la etapa previa, introduciendo además las disciplinas básicas.
El nivel de Educación General Básica se divide en 4 subniveles:
- Preparatoria, que corresponde a 1.º grado de EGB y preferentemente se ofrece a los estudiantes de 5 años de edad.
- Básica Elemental, que corresponde a 2.º, 4 a 5 años y 4.º grados de EGB y preferentemente se ofrece a los estudiantes de 6 a 8 años de edad.
- Básica Media, que corresponde a 5.º, 6.º y 7.º grados de EGB y preferentemente se ofrece a los estudiantes de 9 a 11 años de edad.
- Básica Superior¸ que corresponde a 8.º,9.º y 10.º grados de EGB y preferentemente se ofrece a los estudiantes de 12 a 14 años de edad.[8]

Además, es importante destacar que, conforme al art. 9 del Reglamento de la Ley Orgánica Intercultural Bilingüe de este país, todas las instituciones educativas, sin distinción de modalidad, están obligadas a implementar los currículos nacionales  diseñados por el Ministerio de Educación.

## España
Según la Ley General de Educación de 1970, la Educación General Básica consistía en 8 cursos de escolarización obligatoria divididos en dos etapas:
- Primera etapa: 1.º, 2.º, 3.º, 4.º y 5.º de EGB.
- Segunda etapa: 6.º, 7.º y 8.º de EGB.[9]

La reforma curricular parcial de 1980-1982 dividió la primera etapa en dos ciclos diferenciados, por lo que la EGB pasó a dividirse en tres ciclos:
- Ciclo inicial: 1.º y 2.º de EGB.
- Ciclo medio: 3.º, 4.º y 5.º de EGB.
- Ciclo superior: 6.º, 7.º y 8.º de EGB.

Las asignaturas del tercer ciclo de EGB, que se iniciaba a los 12 años y finalizaba a los 14, estaban divididas en las siguientes áreas: Área del Lenguaje, que se subdividía en Lengua Española y Lengua Extranjera (generalmente Francés o Inglés); Área de Matemáticas y Ciencias de la Naturaleza, Área Social, Educación Estética y Pretecnología, Formación Religiosa o Ética, y Educación Física y Deportes. Una vez finalizada la enseñanza básica existían dos caminos: Formación Profesional y Bachillerato Unificado Polivalente. Quienes no conseguían aprobar todas las materias, obteniendo el graduado escolar (heredero del antiguo certificado de estudios primarios —si bien este último no facultaba en principio para cursar el Bachillerato, cuyo examen de ingreso se hacía a los 10 años—) recibían el certificado de escolaridad, que permitía continuar estudios en Formación Profesional (FP).
El Bachillerato Unificado Polivalente (BUP), de tres años de duración, eran los estudios secundarios posteriores a la EGB. Posteriormente se realizaba el Curso de Orientación Universitaria (COU) como último paso antes de comenzar estudios universitarios.
En primero de BUP se estudiaban las siguientes asignaturas: Lengua Española, Matemáticas, Ciencias Naturales, Historia, Lengua Extranjera, Música y Actividades Artístico-Culturales, Dibujo, Formación Religiosa o Ética, y Educación Física y Deportiva.
En segundo de BUP las asignaturas eran: Literatura, Matemáticas, Física y Química, Geografía, Latín, Lengua Extranjera, Formación Religiosa o Ética, Educación Física y Educación y Actividades Tecnológicas y Profesionales (EATP), a elección de una asignatura concreta entre las ofertadas por cada centro; algunas de las asignaturas concretas ofertadas eran Electricidad, Diseño, Teatro, Informática, una segunda Lengua Extranjera, Labores del Hogar, Fotografía, etc.).
En tercero de BUP los alumnos tenían que cursar una serie de asignaturas: Historia, Filosofía, Lengua Extranjera, Formación Religiosa o Ética, Educación Física y Educación y Actividades Tecnológicas y Profesionales (EATP). Además, los alumnos debían elegir entre cursar la opción de Ciencias (descartando una asignatura de las cuatro siguientes: Física y Química, Ciencias Naturales, Matemáticas y Literatura) o cursar la opción de Letras (descartando una asignatura de las cuatro siguientes: Literatura, Latín, Griego y Matemáticas).
Ya en el Curso de Orientación Universitaria (COU) el alumno podía elegir entre dos ramas de Ciencias (Biosanitaria y Técnica) y dos de Letras (Ciencias Sociales y Humanidades).
En todos los cursos, tanto en EGB como en BUP, en las comunidades autónomas con más de una lengua oficial se estudiaba, como asignatura obligatoria, Lengua Vernácula (y, en otra asignatura aparte a escoger entre las de Letras de tercero de BUP, Literatura Vernácula).
Este sistema educativo fue derogado y sustituido progresivamente por el de la LOGSE de 1990. Los seis primeros cursos de EGB corresponden a la Educación Primaria y los dos últimos de la EGB y los dos primeros de BUP corresponden a la Educación Secundaria Obligatoria. La principal diferencia es que con el actual sistema los alumnos de los colegios públicos pasan al Instituto de Educación Secundaria el año en que cumplen 12 años, con dos menos que en el anterior sistema, o bien permanecen en el mismo centro hasta los 14 o los 16 años, al impartirse también la Edución Secundaria Obligatoria o sus dos primeros cursos en muchos centros rurales, dejándose para el instituto el Bachillerato.

### Sistema educativo español
El sistema (LOMLOE) es el siguiente:
- Educación Infantil:
  - Primer ciclo: 0-3 años
  - Segundo ciclo: 3-6 años.1.º, 2.º, y 3.º de infantil.
- Educación Primaria:
  - Primer ciclo: 1.º y 2.º de Primaria
  - Segundo ciclo: 3.º y 4.º de Primaria
  - Tercer ciclo: 5.º y 6.º de Primaria.
- Educación Secundaria Obligatoria (ESO):
  - 1.º, 2.º, 3.º y 4.º de ESO
- Bachillerato:
  - 1.º y 2.º de Bachillerato.
- Educación Superior.
- Formación Profesional:
  - 1.º y 2.º de FP Básica
  - FP de Grado Medio
  - FP de Grado Superior
  - FP Dual
- Enseñanzas de régimen especial.

## México
En México actualmente la educación básica obligatoria está integrado por los niveles: Educación Básica (Preescolar, Primaria), Educación Media (Secundaria), Educación Media Superior (Preparatoria), Educación Superior (Universidad).
- Educación Preescolar: Atiende a la población infantil de 4 a 6 años de edad, los grados de 2.º y 3.º forman parte del esquema obligatorio; el término de la Educación Preescolar es a los 6 años. El sistema educativo nacional aún no tiene determinada la obligatoriedad para el 1..º grado. Este nivel educativo cuenta con varias modalidades de atención, la que corresponde a la población infantil regular, la que se ofrece a los niños indígenas migrantes (a las ciudades) y a las comunidades indígenas de todo el país, y la que se brinda a la población infantil con necesidades educativas especiales (también definida como barreras para el aprendizaje), poniendo especial cuidado en un enfoque de inclusión y respeto a la diversidad.

Con la obligatoriedad de la Educación Preescolar se estableció la Reforma Curricular y Pedagógica del nivel, la cual en este momento se encuentra en un proceso de consolidación.
Asimismo, con la obligatoriedad se le realizaron las adecuaciones legislativas a la Ley General de Educación y al Artículo 3.º Constitucional. Otro de los cambios sustantivos fue que todo el personal que este al frente de los grupos deberá contar con el título correspondiente a la Licenciatura de Educación Preescolar.
- Educación Primaria: integrada por seis grados escolares, integrados en tres ciclos:
  - Primer ciclo: 1.º y 2.º grados
  - Segundo ciclo: 3.º y 4.º grados
  - Tercer ciclo: 5.º y 6.º grados

Al igual que el nivel anterior, también en comunidades de difícil acceso o de etnias indígenas existe la modalidad de educación primaria indígena, en las que en ocasiones dependiendo de la población estudiantil, se cuenta con uno, dos o tres maestros; es decir, son escuelas llamadas multigrado.
Hasta aquí la educación de los alumnos en cada grado escolar es responsabilidad de un docente durante todo un ciclo escolar, el perfil de los docentes debe de ser de licenciados en Educación Primaria.
- Educación secundaria: integrada por tres grados escolares, 1.º, 2.º y 3.º grados, ya para esta etapa la educación de los alumnos corre a cargo de un colegiado de docentes encargados cada uno de una asignatura específica de la currícula de este nivel educativo, es en este nivel en el que se iniciaba a los alumnos hacia el trabajo con algunas asignaturas dirigidas hacia este fin, ahora se busca la consolidación de las competencias básicas para la vida.

Ahora bien, si la educación preescolar y primaria tienen una modalidad de educación indígena, la educación secundaria tiene una modalidad peculiar que atiende comunidades muy alejadas o de difícil acceso, este es el de las escuelas telesecundarias, en las cuales un grupo es atendido por personal preparado en educación media, y es un maestro por grupo o ciclo escolar, en ocasiones y dependiendo de la población escolar de uno, dos o tres maestros por escuela.
Actualmente la educación básica en México está en un proceso de reestructuración desde la educación preescolar hasta la educación secundaria, aplicando un modelo educativo basado en el desarrollo de competencias y ello implica el cambio en la currícula el cual inició con el Programa de Educación Preescolar 2004, y quedó concluida la Reforma en Educación Secundaria en 2006 y el currículo de educación primaria el cual terminó en 2011.
Eso es en cuanto a la educación obligatoria, a la par de ello también se encuentran niveles educativos con la misma importancia pero que aún no gozan de la política de obligatoriedad tales como:
- Educación Inicial: nivel educativo que atiende a los niños recién nacidos hasta los 3 o 6 años de edad, existen varias instituciones y modalidades de este mismo nivel educativo, desde la no escolarizada la cual se encuentra a cargo del CONAFE, la red de CENDI's (Centro de Desarrollo Infantil) que existe en el país y que llevan un programa educativo, las guarderías que la administración (2006-2012) reconoció como uno de sus principales programas sociales y las denominó estancias infantiles, y la educación inicial indígena que sigue un programa basado en el desarrollo de competencias.
- Educación Media Superior: También denominado Bachillerato, que consta de 6 semestres escolares, y existen diversas instituciones que las imparten, una de las principales es el llamado COBACH (Colegio de Bachilleres), las universidades también tienen este servicio.
- Educación para Adultos: en México después de determinada edad ya no se puede ingresar a las instituciones públicas para recibir la educación básica, por lo que, para ello existe el IEEA (Instituto Estatal para la Educación de los adultos) y es denominado así por su descentralización, a pesar de estar presente en todo el país.

## Colombia
La educación en Colombia está vinculada a los ejes de desarrollo socio-afectivo y se divide por ciclos, según la Reorganización Curricular por Ciclos (RCC). El sistema es el siguiente:
- Ciclo 0: estimulación y exploración (3-5 años). Cursos: prejardín, jardín y transición. Ejes de desarrollo: explorar emociones básicas propias; explorar emociones básicas en los otros; vincular lenguajes expresivos que vinculan a otros; explorar el problema desde las emociones que genera.
- Ciclo 1: reconocimiento y exploración (6-8 años). Cursos: 1.º y 2.º. Ejes de desarrollo: reconocer emociones primarias; reconocer al otro poniendo atención a sus intereses y necesidades; expresar ideas y sentimientos reconociendo intereses propios y ajenos; reconocer la existencia de un problema y la necesidad de solucionarlo.
- Ciclo 2: descubrimiento y experiencia (8-10 años). Cursos: 3.º y 4.º. Ejes de desarrollo: identificar emociones primarias y secundarias; aprender a tener amigos y amigas, identificando intereses y necesidades; comprender mensajes verbales y no verbales en contextos comunicativos; analizar en forma básica aspectos de un problema y plantear posibles soluciones acordes con su contexto.
- Ciclo 3: indagación y experimentación (10-12 años). Cursos: 5.º, 6.º y 7.º. Ejes de desarrollo: manejar emociones y respuestas emocionales básicas; pertenecer a un grupo, aportando a sus intereses y necesidades; crear mensajes asertivos como estrategia para comunicarse en diferentes contextos; aprender a negociar soluciones en un problema y asumir responsabilidades, respetando acuerdos.
- Ciclo 4: vocación y exploración profesional (12-15 años). Cursos: 8.º y 9.º. Ejes de desarrollo: regular emociones y respuestas emocionales; aprender a trabajar en equipo, asumiendo responsabilidades; analizar y relacionar mensajes, haciendo lecturas inferenciales en contextos comunicativos; aplicar soluciones creativas y éticas para resolver problemas.
- Ciclo 5: investigación y desarrollo de la cultura para el trabajo (15-17 años). Cursos: 10.º y 11.º. Ejes de desarrollo: interiorizar el proceso de regulación de emociones y respuestas emocionales; aprender a convivir, ayudando a construir comunidad; estructurar mensajes argumentados y propositivos a partir de lecturas de la realidad en contextos comunicativos; desarrollar habilidad para comprender problemáticas más complejas y proponer alternativas de solución.[11]